# Schule Hoya
Die Schule Hoya in Hoya, Lange Straße 11, wurde 1865 als Rektoren- bzw. Mittelschule gebaut. Das ortsteilprägende, unter Denkmalschutz stehende Gebäude ist aktuell die Grundschule Hoya.

## Beschreibung und Geschichte
Das zweigeschossige historisierende giebelständige verklinkerte Gebäude mit dem dominanten siebenachsigen viergeschossigen neogotischen Treppengiebel mit dem Portal und der Schuluhr sowie mit dem Satteldach mit vielen Giebelgauben wurde 1865/65 als Rektorschule (ab 1914 als Mittelschule bezeichnet) nach den Plänen des späteren Baurats Adelbert Hotzen (Hannover) gebaut. An der elfachsigen Westseite befindet sich ein dreigeschossiger Giebelrisalit und dahinter das Treppenhaus. Die Ostseite wird durch zwei Risalite mit Eingängen gegliedert. Der Neubau wurde durch den Flecken Hoya und der Sparkasse Hoya finanziert.

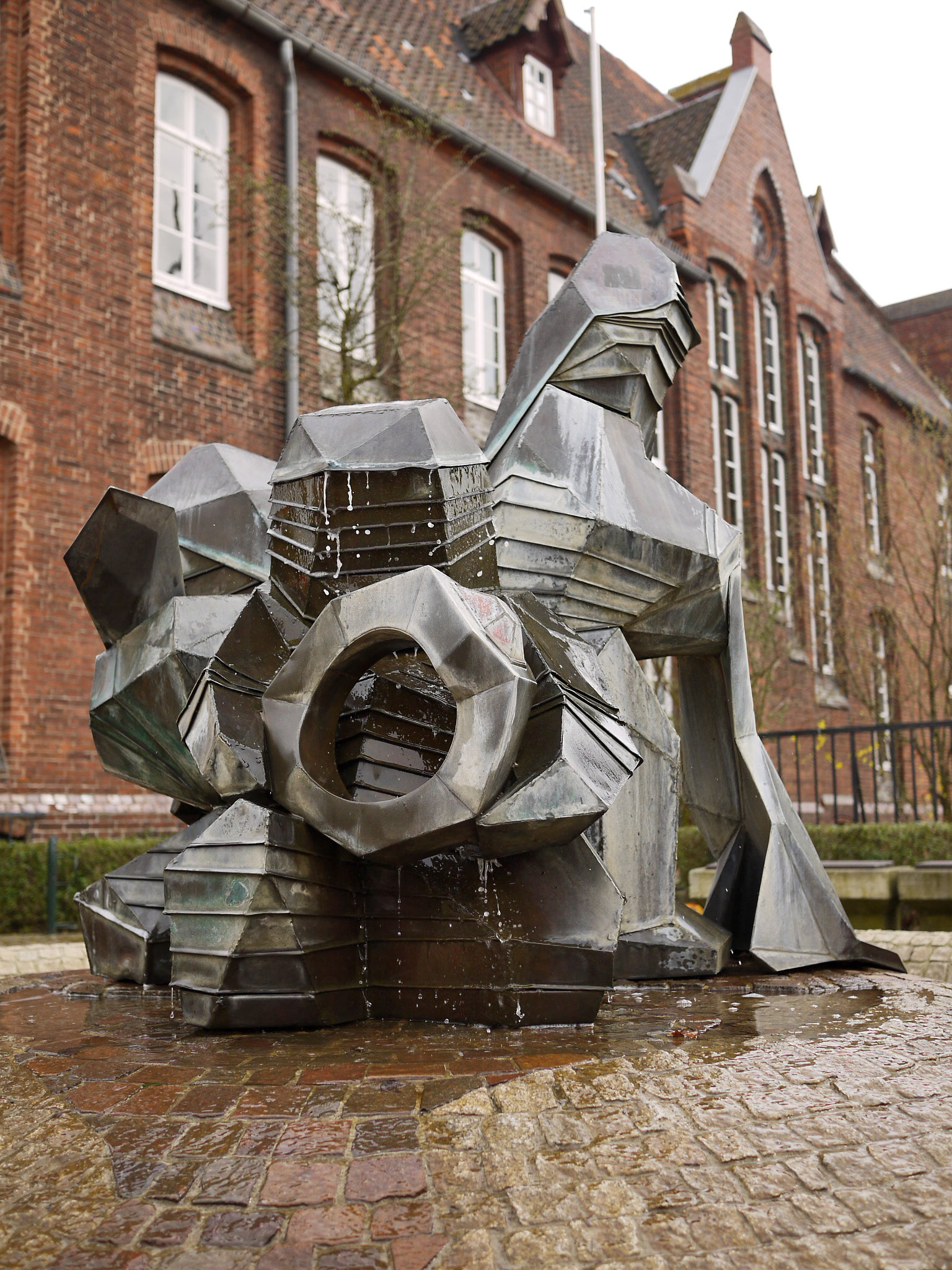
Zwergenbrunnen

1878 wurde hier ein zweites eingeschossiges Schulhaus mit zwei Klassenräumen gebaut und als Volksschule genutzt. Es folgte 1894 eine Turnhalle, die bereits 1901 durch einen Neubau am Kanal ersetzt werden musste. 1924 entstand der Bau einer weiteren Turnhalle. 1928 wurde für die Volksschule nach Abriss des Altbaus ein zweigeschossiges Schulhaus mit sechs Klassenräumen und Aula errichtet. Ab 1963 sind hier die Grund- und die Hauptschule (bis 1975); die Realschule erhält einen Neubau an einem anderen Standort. 1971 ergänzen Mobilbauten die Schule. 2012 wurde das Gebäude von 1928 für einen Neubau abgerissen.
Auf der Südseite des Schulgrundstücks steht nun an der Straße Promenade ein neueres zwei- bis dreigeschossiges verklinkertes Schulgebäude von 2013/15 mit zwei Flügeln.

Der Schulkindergarten der Grundschule wurde 1994 eingerichtet.

Der Zwergenbrunnen vor der Schule von 1989 hat seinen Namen nach einer Sage von einem Zwerg, der im Schloss mit seinem Zwergenvolk ein großes Fest feierte. Als Dank überreichte er dem Graf von Hoya ein Schwert, ein Salamanderlaken und einen goldenen Ring mit einem roten Stein und sagte: „Verwahre es gut, denn solange diese drei Dinge beieinander bleiben, wird es um die Grafschaft gut stehen.“ Dem letzten Grafen gab man 1582 den Ring mit ins Grab. Gestaltet wurde die Metallskulptur von R. Duwe und R. Kubina und gestiftet von der Concordia Versicherungsgruppe Hannover.

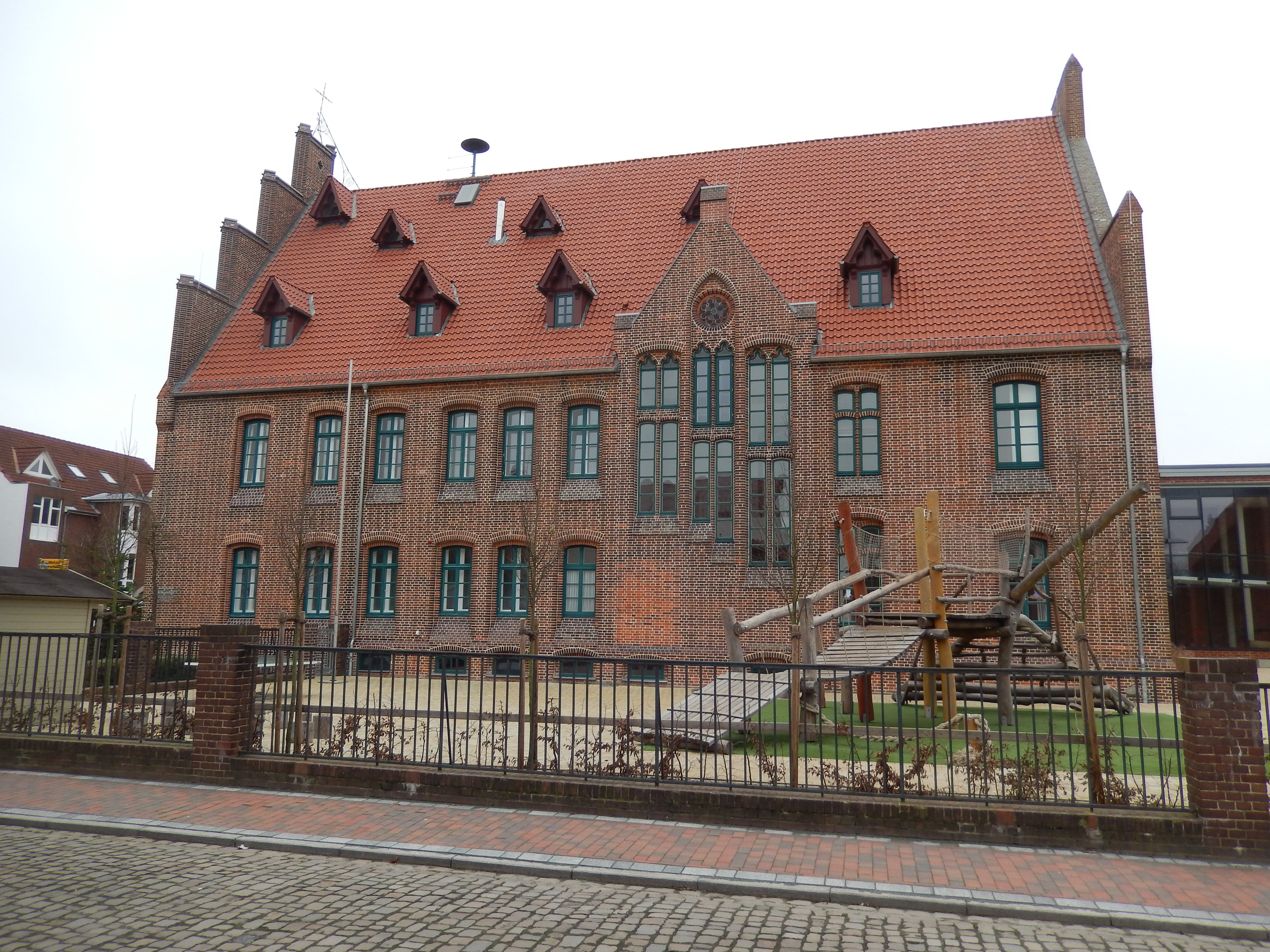
Westseite
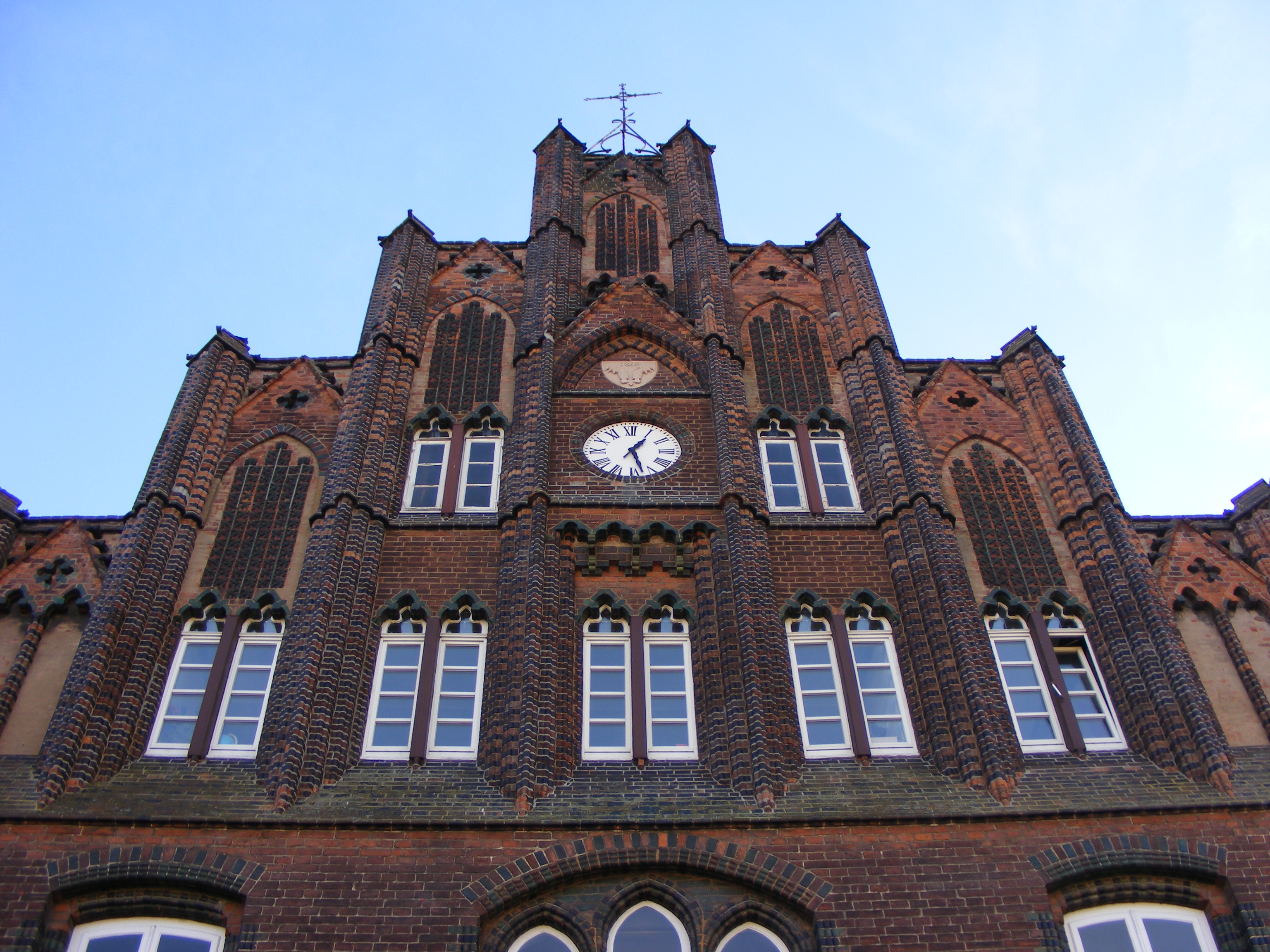
Giebel
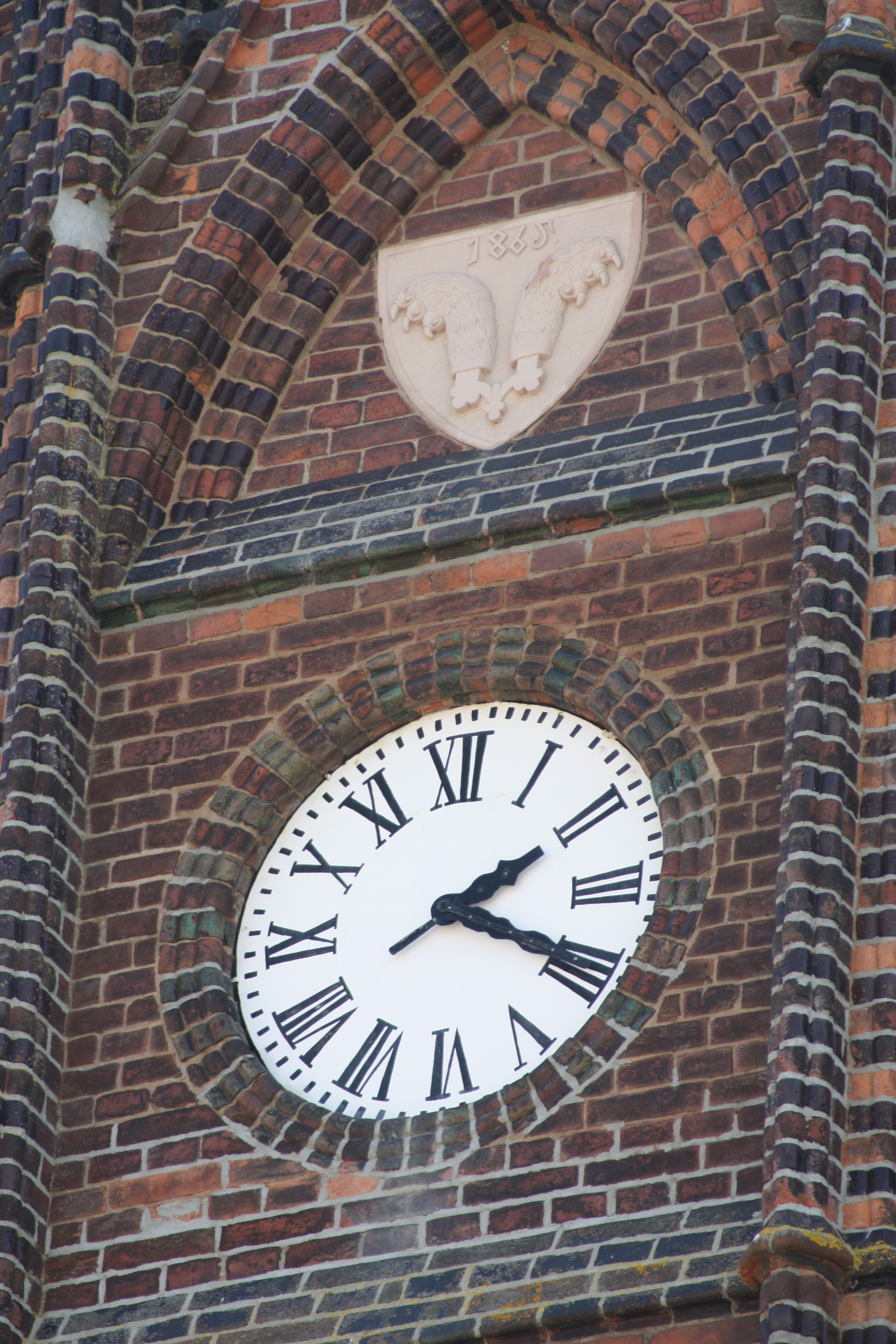
Uhr und Wappen
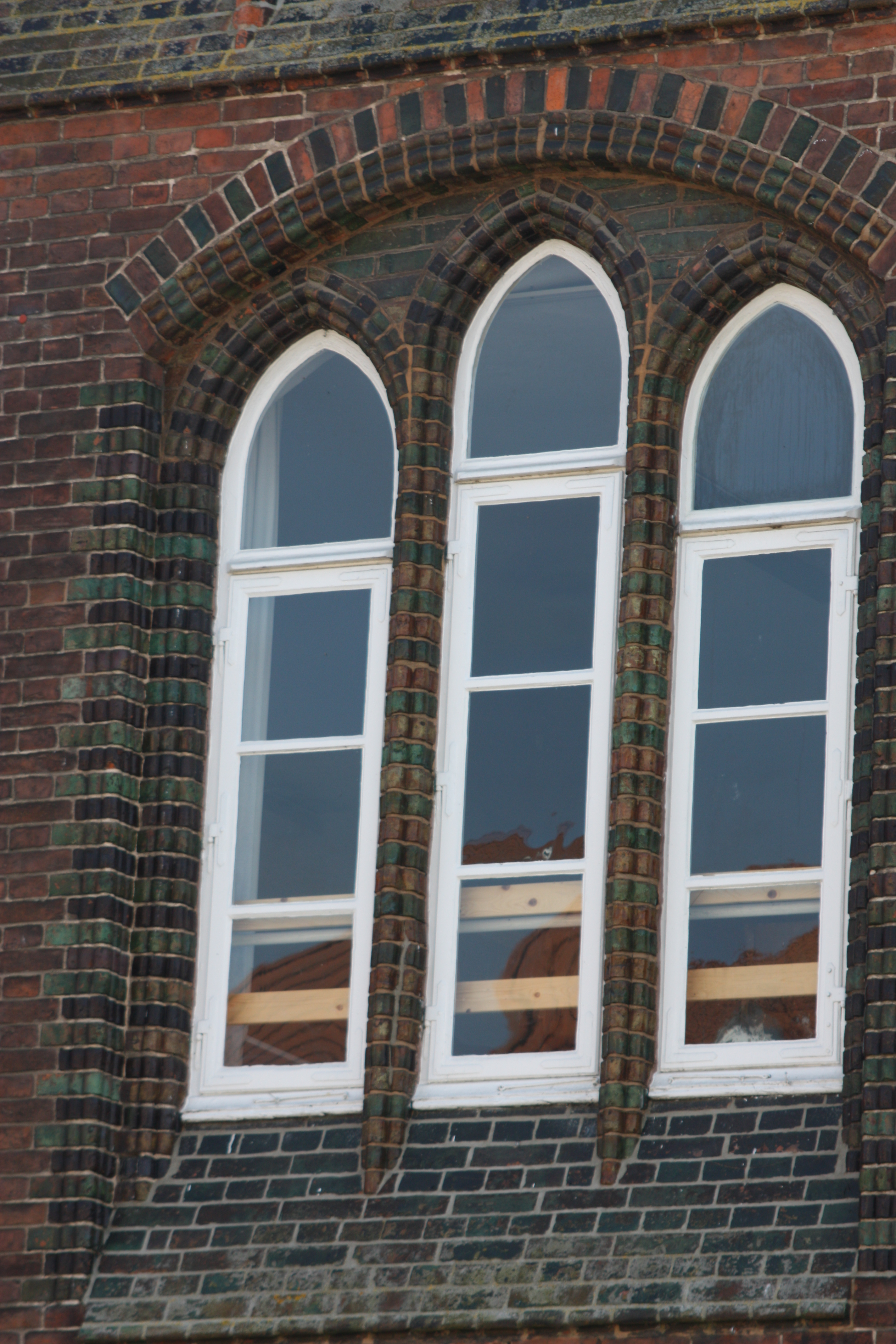
Fenstergruppe